# Pelagonte
Nella mitologia greca,  Pelagonte  è il nome di diversi personaggi che parteciparono alla guerra di Troia.

## Il mito
Sotto tale nome ritroviamo:
- Pelagonte, guerriero di Pilo, al fianco di Nestore, mentre incitava con discorsi di guerra l'esercito e lo distribuiva con il suo aiuto
- Pelagonte, re della Focide. Dona a Cadmo la vacca che guiderà quest'ultimo in Beozia.
- Pelagonte, guerriero della Licia. Amico di Sarpedonte, quando questi fu ferito in guerra colpito da una lancia, Pelagonte gli prestò soccorso aiutandolo ad estrarla. Nessuna fonte ha tramandato la sua morte: sembra comunque che dopo la caduta di Troia abbia seguito Enea.

### Fonti
- Omero, Iliade IV, 295, V 695

### Traduzione delle fonti
- Omero, Iliade, quinta edizione, Bergamo, BUR, 2005, ISBN 88-17-17273-1. Traduzione di Giovanni Cerri